# Type 94 (cannone da montagna)
Il cannone da montagna da 75 mm Type 94 (九四式山砲?, Kyūyon-shiki nanagō-miri Sanpō) era un cannone da montagna usato come cannone d'accompagnamento dall'Esercito imperiale giapponese durante la seconda guerra sino-giapponese e la seconda guerra mondiale. Superiore per gittata e peso al Type 41, lo sostituì quale artiglieria scomponibile someggiabile standard delle divisioni di fanteria giapponesi. Il nome era dovuto all'anno di adozione da parte dell'Esercito imperiale giapponese, anno imperiale 2594, corrispondente al 1934 del calendario gregoriano.

## Storia

### Sviluppo e produzione
L'esperienza in combattimento con il Type 41 durante l'invasione giapponese della Manciuria evidenziò presso lo Stato maggiore imperiale dell'Esercito che il pezzo da montagna standard, oltre alle scarse prestazioni in potenza di fuoco e precisione, non era facilmente trasportabile su terreno difficile, almeno non quanto sperato. Nel 1931 l'ufficio tecnico dell'esercito venne incaricato di progettarne un rimpiazzo. Il primo prototipo fu testato nel 1932 e la produzione di serie venne avviata nel settembre 1934 come Type 94. Tuttavia, il piano di riequipaggiamento di tutti i reggimenti di artiglieria con la nuova arma venne continuamente rimandato per altre priorità di spesa.

### Impiego operativo
Il Type 94 venne largamente usato nella pacificazione del Manciukuò e durante la seconda guerra sino-giapponese. Venne anche assegnato alle unità del Gruppo di Armate del Sud e venne utilizzato nelle posizioni difensive sulle isole delle Indie orientali olandesi e del Mandato del Pacifico meridionale. Fu una delle armi più comuni nelle quali si imbatterono le truppe alleate nelle ultime fasi della guerra del Pacifico.
Copie cinesi del Type 94 vennero utilizzate dall'esercito nord-coreano durante la guerra di Corea.

## Tecnica
Il Type 94 aveva una canna in singolo pezzo, con otturatore basato su progetto Krupp su un lungo affusto a code divaricabili, con freno di sparo tipo Schneider. I serventi erano parzialmente protetti da uno scudo in acciaio spesso 3 mm.
L'arma racchiudeva in un peso contenuto un notevole numero di moderne soluzioni costruttive. Esso utilizzava un sistema di assorbimento del rinculo idropneumatico di tipo Schneider, un otturatore a cuneo orizzontale tipo Krupp, coda a cosce divaricabili con vomeri di stabilizzazione, brandeggio su perno centrale, livellamento su tre punti di appoggio. Poiché gli orecchioni erano posti sul baricentro, il pezzo non richiedeva equilibratori. Poteva sparare sia con le code aperte che con le code chiuse.
Il progetto adottava una costruzione modulare: il pezzo poteva essere scomposto in soli 3-5 minuti in 11 componenti per il someggio o il trasporto a spalla. La componente più pesante pesava 95 kg; l'arma scomposta veniva trasportata da sei cavalli da soma o da 18 uomini (anche se durante la campagna di Bougainville, a causa del terreno estremamente difficile, i carichi vennero suddivisi tra 41 uomini). Il cannone veniva riassemblato in 10 minuti; l'operazione poteva essere eseguita anche di notte, dopo aver strofinato le parti con un prodotto fosforescente, anche se richiedeva 5-10 minuti di più.
Il pezzo non era esente da difetti: l'elevazione inferiore a quella di un obice e la mancanza di cariche progressive aumentava lo spazio morto nel campo di tiro del Type 94 in terreno montagnoso; inoltre, ad elevazioni superiori a 30° il ritorno in batteria della canna dopo il rinculo era così lento che si preferiva spostare avanti tutta la batteria piuttosto che sparare ad elevazioni superiori.

## Munizionamento
Il Type 94 utilizzava gli stessi proietti degli altri pezzi campali da 75 mm e lo stesso bossolo del Type 38, più lungo di quello usato sul Type 41. 
- Granate HE
  - Type 94: 6 kg caricata con 0,8 kg di TNT e spoletta ad impatto/ritardo Type 88.
  - "A": 6,46 kg caricata con acido picrico e dinitrotoluene e spoletta Type 3.
  - "B:" 6,6 kg caricata con 0,66 kg acido picrico e dinitrotoluene e spoletta a impatto/ritardo Type 88.
  - Type 90/97: 6,18 kg caricata con 0,42 kg di TNT e spoletta ad impatto/ritardo Type 88.
  - Type 90: HE a punta, 6,35 kg caricata con TNT e spoletta ad impatto/ritardo Type 88.
- Proietto perforante
  - Type 95: APHE 6,2 kg caricata con 0,45 kg di acido picrico e dinitrotoluene e spoletta Type 95 posteriore.
- Shrapnel
  - Type 90: 7 kg caricato con 0,1 kg di polvere nera e spoletta Type 5.
  - Type 38: 6,83 kg caricato con 0,1 kg di polvere nera e spoletta Type 3.
- Caricamento chimico
- Illuminanti
  - Type 90: 5,65 kg con spoletta Type 5.
- Incendiario
  - Type 90: 6,93 kg caricato con polvere nera e spoletta Type 3.
- Fumogeno
  - Type 90: 5,73 kg caricato con 0,1 kg di acido picrico e dinitrotoluene e spoletta ad impatto Type 88.